# José Travassos
José António Barreto Travassos (Lisbona, 22 febbraio 1926 – Lisbona, 12 febbraio 2002) è stato un calciatore portoghese, di ruolo attaccante.

## Carriera

### Club
Trascorse l'intera carriera giocando nel campionato portoghese.

### Nazionale
Ha collezionato 35 presenze e 6 reti con la propria Nazionale.